# آمیزش جنسی

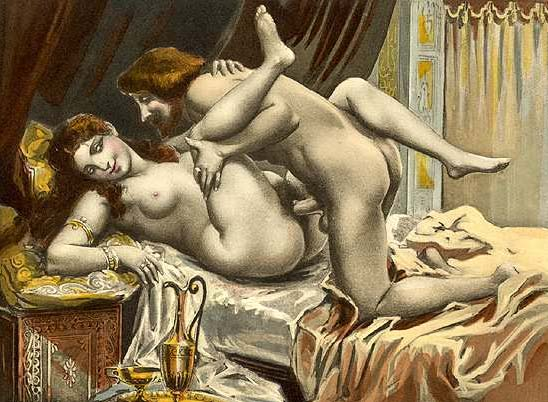
نقاشی آمیزش جنسی در حالت قرارگیری مردرو اثر ادوار-آنری آوریل (۱۸۹۲)

آمیزش جنسی (به انگلیسی: Sexual intercourse) یا سکس (به انگلیسی: Sex) به اعمالی جنسی گفته می‌شود که در آن افراد برای لذت جنسی، تولید مثل یا هر دو با هم، همبستر می‌شوند. در صورت موفقیت آمیزش جنسی از طریق واژن، که با جنس مخالف انجام داده شود، سلول‌های اسپرم جنس مذکر، وارد بدن جنس مؤنث می‌شود و تخمک جنس مؤنث را باردار می‌سازد که این کار باعث تشکیل اندامگان جدیدی می‌شود. در برخی از مهره‌داران، مانند ماهی‌ها، تخم‌ها در خارج از بدن ماهی، پراکنده و به صورت خارجی باردار می‌شوند. در هنگام آمیزش جنسی در انسان به صورت موقت، به دلیل تحریک دستگاه عصبی، اجسام غاری پس از تحریک جنسی به‌طور ناگهانی مقدار زیادی خون شریانی وارد آرتریول‌های متسع می‌شود تا تمام سیستم سینوزوئیدی و اجسام غاری را باز کند و تعادل جدیدی در فشار برقرار نماید (نعوظ کامل آلت مردانه)؛ در همین زمان، برای حفظ نعوظ، فقط مقادیر آستانه‌ایِ جریان خون وارد جسم غاری می‌شوند و آن را ترک می‌کنند. هنگامی که رگ‌های فیستول‌مانند از خون پر شوند، موجب برانگیختگی آلت مردانه و سفتی بدنهٔ آن می‌شود که نعوظ نامیده می‌شود. این کار ورود آلت مرد به واژن را تسهیل می‌کند. رسیدن به اوج لذت جنسی و پایان آمیزش جنسی هردو با خروج منی (حاوی اسپرم‌ها و مایع حاوی مواد غذایی، آب، نمک و متابولیت‌ها) با سرعت بالای ۴۵ کیلومتر بر ساعت درون واژن زن پایان می‌پذیرد (ارگاسم). آمیزش جنسی با جنس مخالف (دگرجنس‌گرایی) یا جنس موافق (همجنس‌گرایی) انجام می‌شود.

## رفتار

### تعاریف

#### نام‌گذاری

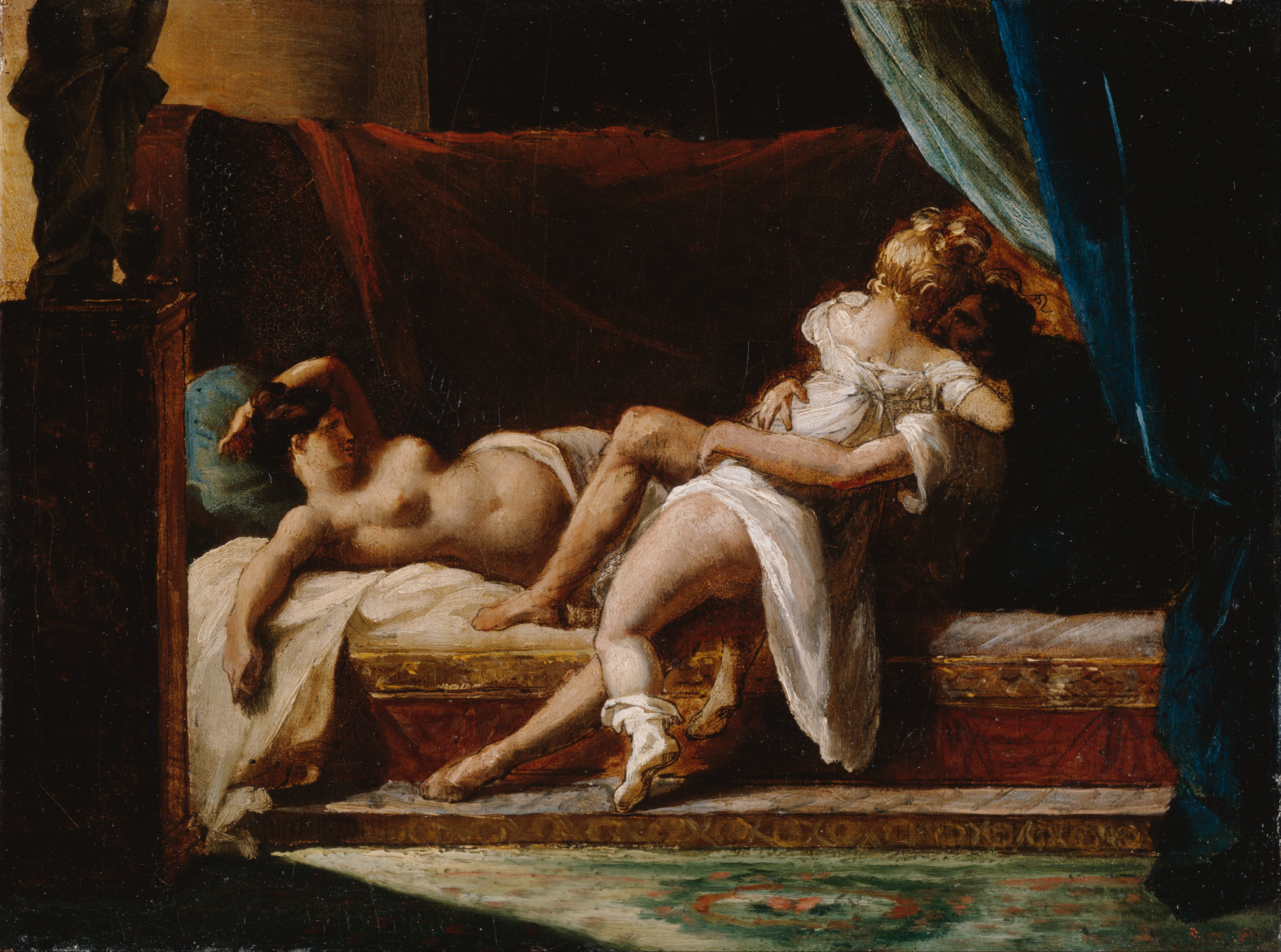
آمیزش جنسی اثر تؤدور گریکالت

آمیزش جنسی در زبان عامیانه همچنین کامش، آمیزش جنسی، آمیغ، نزدیکی جنسی، خُفت‌وخیز، سپودن، سپوختن، مقاربت، جِماع (به عربی:الجِمَاعُ)، سکس (به انگلیسی: sex) «کردن» و هم چنین «گائیدن» (از فعل «گادن» و اسم «گاد» که در زبان پهلوی در معنای رابطه جنسی به کار می‌رفته) نامیده می‌شود و به‌طور مودبانه «همبستری»، «همخوابگی» «هماغوشی» گفته می‌شود.
«سکس» (Sex) برابر آن در زبان‌های انگلیسی و فرانسوی است که در زبان رسمی معمولاً از آن استفاده می‌شود.
شاهدی که لغت‌نامه دهخدا (مدخل «گائیدن») بر معنای گائیدن آورده بیتی است که شعوری از ابوالمعالی نقل کرده:
| زن‌گرفتن سود دارد لیک ذوق دل نبود |  | می‌کند دفع وطر گائیدنش دردسر است. |

دهخدا در مدخل «گادن» بیت زیر را از سوزنی نقل می‌کند:
| به داد و به گاد است میل تو لیکن |  | به دادن سواری به گادن پیاده. |

#### تحریک
آمیزش جنسی یا دیگر فعالیت‌های جنسی می‌تواند شامل عوامل مختلف تحریک کننده جنسی تحریک جنسی (تحریک فیزیولوژیکی یا تحریک روانشناختی psychological stimulation)
از جمله روش‌های آمیزش جنسی مختلف (مانند قرارگیری مردرو، رایج‌ترین موقعیت جنسی انسان) یا استفاده از اسباب‌بازی جنسی باشد.
پیش از برخی از فعالیت‌های جنسی عشق‌بازی ممکن است، بیشتر سبب به برانگیختگی جنسی شریک جنسی و نعوظ آلت تناسلی مرد و روان‌سازی طبیعی واژن گردد.
همچنین معمول است که افراد از بوسیدن، لمس شهوانی، مانند رابطه جنسی صورت گرفته رضایت جنسی داشته باشند.
ماده غیر بدوی فقط هنگامی که در دوره پذیریش قرار دارند مبادرت به آمیزش جنسی می‌کنند اما آمیزش جنسی در هر زمان از چرخه قاعدگی برای زنان امکان‌پذیر است.
فرمونهای جنسی Sex pheromones، واکنش‌های برانگیختگی را در ارگانیسم‌های مختلف آسان می‌کنند، اما در انسان Human sex pheromones، تشخیص فرومون‌ها مختل می‌شود و فقط اثرات آنها باقی می‌ماند.

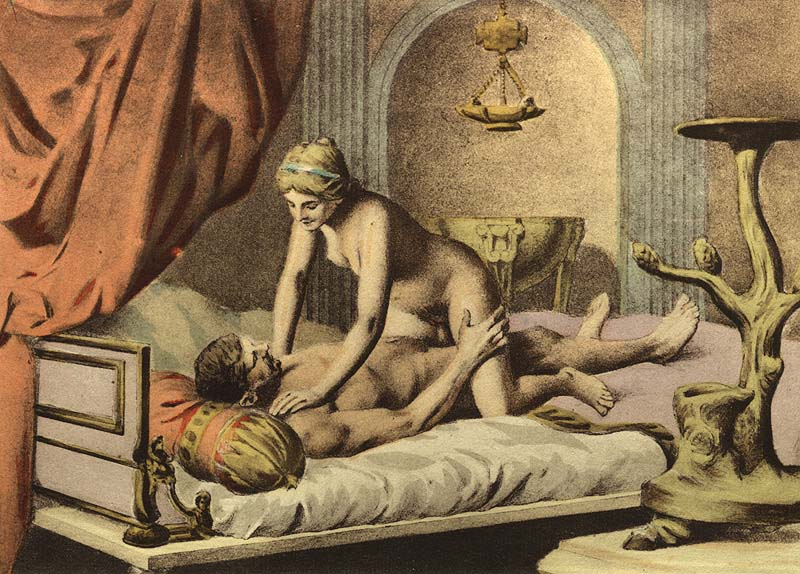
به تصویر کشیدن دوارد-هنری اریل از یک زن در موقعیت برتر، موقعیتی که احتمال تحریک کلیتوریس بیشتر است

در حین آمیزش جنسی، با حرکت باسن، آلت تناسلی در واژن حرکت کند و به‌طور معمول بدون بیرون آوردن کامل آلت تناسلی سبب مالش شود. در این روش، با تحریک یکدیگر تا رسیدن به ارگاسم در هر یک یا هر دو شریک ادامه می‌یابند.
برای زنان، تحریک کلیتوریس نقش مهمی در فعالیت‌های جنسی دارد. ۷۰–۸۰٪ از زنان برای رسیدن به ارگاسم نیاز به تحریک کلیتوریس مستقیم دارند،
اگرچه تحریک غیرمستقیم کلیتوریس (به عنوان مثال از طریق آمیزش واژینال) نیز ممکن است کافی باشد (به ارگاسم در زنان مراجعه کنید). به همین دلیل، برخی از زوج‌ها ممکن است در موقعیت زن روی مرد یا روش همترازی آمیزشی coital alignment technique، قرار گیرند.
روشی که ترکیبی از تغییر «بالا سواری» قرارگیری مردرو را با فشار حرکات انجام می‌دهد که توسط هر یک از شرکا با ریتم برای نفوذ جنسی انجام می‌شود تا تحریک کلیتوریس به حداکثر می‌رسد.

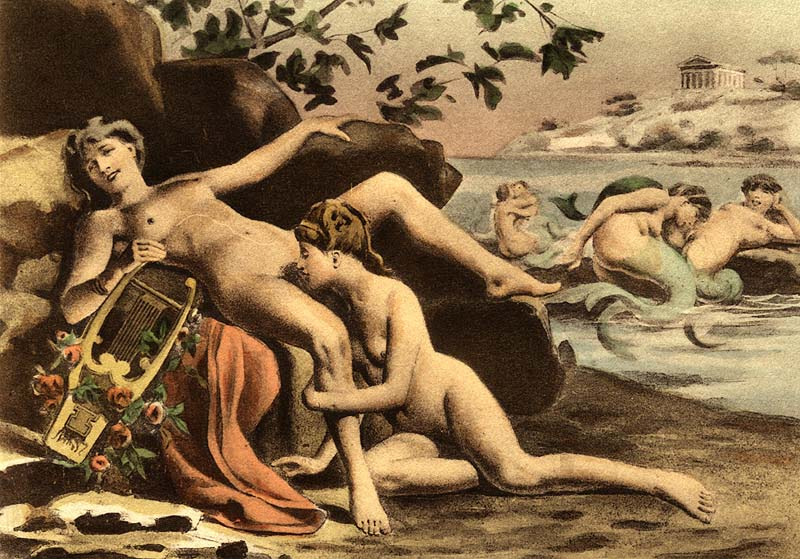
تصویر ادوار-آنری آوریل از تحریک واژن به‌وسیله زبان در زندگی ساپو

رابطه جنسی مقعدی شامل تحریک مقعد، حفره مقعد، دریچه اسفنکتر یا رکتوم است. به‌طور معمول به معنای قرار دادن آلت تناسلی مرد در رکتوم فرد دیگر است، همچنین ممکن است به معنای استفاده از اسباب بازی‌های جنسی یا انگشتان دست برای نفوذ به مقعد باشد، یا رابطه جنسی دهانی روی مقعد (آنیلینگوس) یا میخ‌زنی باشد.
رابطه جنسی دهانی شامل کلیه فعالیت‌های جنسی است که شامل استفاده از دهان و گلو برای تحریک اندام جنسی یا مقعد است. گاهی به استثنای دیگر شکل‌های فعالیت جنسی انجام می‌شود و ممکن است شامل مصرف یا جذب مایع منی (در حین تحریک آلت تناسلی مرد به‌وسیله زبان) یا مایعات واژینال (در حین کونیلینگوس یا تحریک واژن به‌وسیله زبان) باشد.
انگشت کردن (یا فروکردن انگشت یا آمیزش انگشتی) شامل دستمالی کردن کلیتوریس، واژن یا مقعد به منظور برانگیختگی یا تحریک جنسی است. یا ممکن است کل آمیزش جنسی یا بخشی از استمناء دوطرفه، مقدمه یا دیگر فعالیت‌های جنسی را تشکیل دهد.

#### تولید مثل

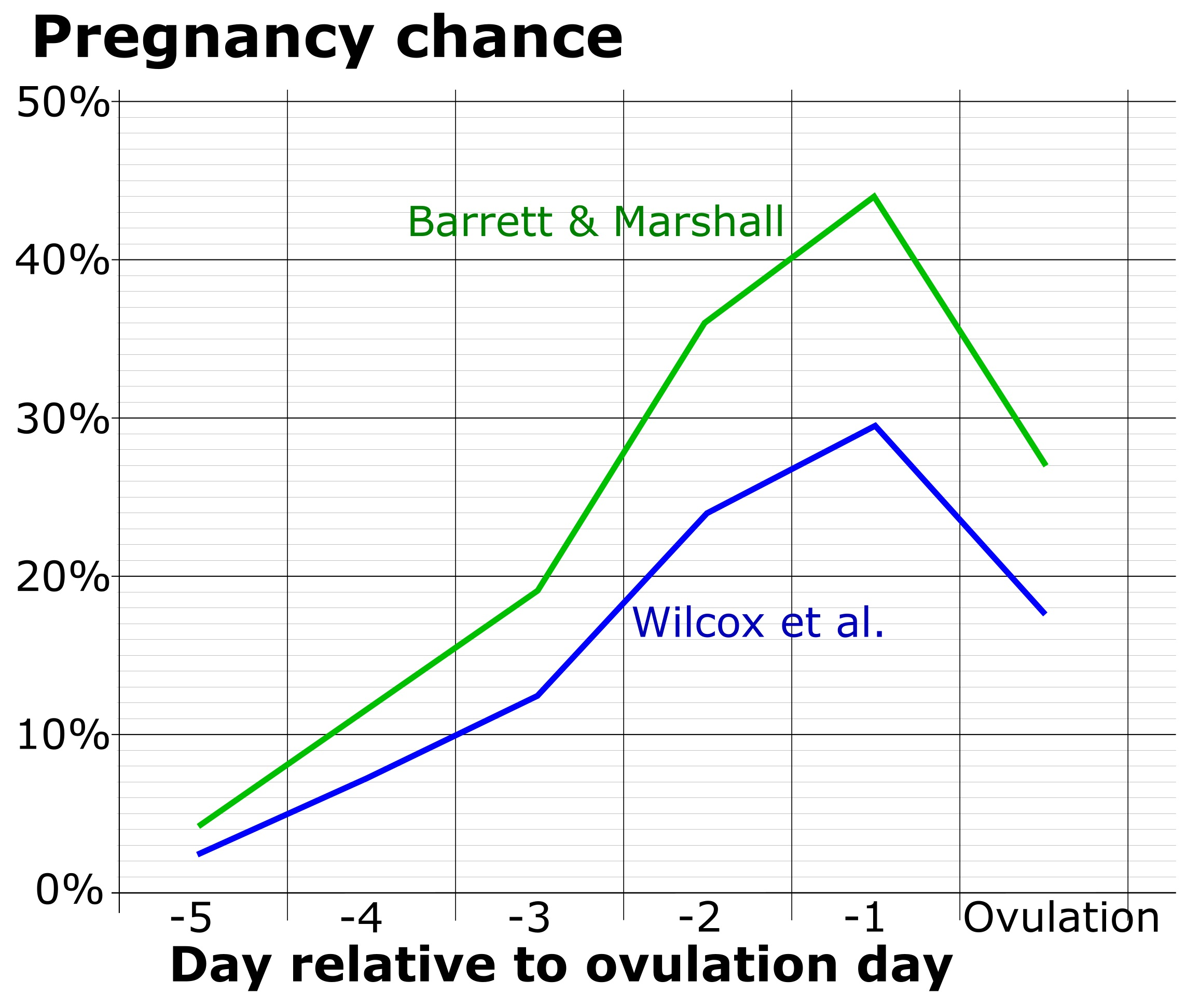
احتمال لقاح در روز چرخه قاعدگی نسبت به تخمک گذاری

تولید مثل طبیعی انسان شامل ورود آلت تناسلی مرد در واژن است، که در طی آن مایع منی، حاوی گامت مذکر شناخته شده به عنوان اسپرماتوزون سلول‌ها یا اسپرم‌ها، از راه انزال به داخل واژن ریخته می‌شود. مسیر بعدی اسپرم از والوت واژن به دهانه رحم و رحم و سپس به لوله‌های فالوپ است. میلیون‌ها اسپرم در هر انزال وجود دارد، تا احتمال بارور شدن تخمک را افزایش دهد. (به رقابت اسپرم sperm competition مراجعه کنید).
هنگامی که یک تخمک بارور از ماده در لوله‌های فالوپ وجود دارد، گامت مذکر با تخمک می‌پیوندد و در نتیجه لقاح و تشکیل رویان جدید ایجاد می‌شود. وقتی تخمک لقاح یافته به رحم می‌رسد، در آستر رحم (آندومتر) کاشته می‌شود و بارداری آغاز می‌شود.
در دوران چرخه قاعدگی از حدود ۵ روز قبل تا ۱ تا ۲ روز پس از تخمک گذاری میزان بارداری برای مقاربت جنسی در بالاترین میزان خوداست.
برای شانس مطلوب در بارداری، هر ۱ یا ۲ روز، یا هر ۲ یا ۳ روز توصیه‌های مربوط به رابطه جنسی وجود دارد.
مطالعات تفاوتی بین موقعیت‌های مختلف جنسی و میزان بارداری، تا زمانی که منجر به انزال در واژن شود را نشان نداده است.
هنگامی که یک اهدا کننده اسپرم (Sperm donation) با زنی که شریک زندگی وی نیست و تنها هدف باردار کردن زن است، رابطه جنسی برقرار می‌کند، ممکن است به عنوان تلقیح طبیعی شناخته شود، برخلاف تلقیح مصنوعی.
تلقیح مصنوعی نوعی فناوری تولید مثل است، که شامل روشهایی می‌شود که برای دستیابی به بارداری با وسایل مصنوعی یا جزئی مصنوعی استفاده می‌شوند. برای تلقیح مصنوعی، اهدا کنندگان اسپرم ممکن است اسپرم خود را از طریق بانک اسپرم اهدا کنند، و تلقیح با هدف بارورسازی زن انجام می‌شود. تا که در حوزه پزشکی معادل مقاربت جنسی است. روش‌های تولید مثل در زوج‌های همجنسگرا و لزبین نیز گسترش یافته است. برای جفت شدن مردان همجنسگرا، گزینه بارداری جانشین وجود دارد. برای زوج‌های لزبین، افزون بر انتخاب بارداری جانشین، تلقیح دهنده نیز وجود دارد.

### رابطه جنسی ایمن و مهار شده
انواع روشهای آمیزش جنسی امن وجود دارد که توسط زوج‌های ناهمجنس و همجنس انجام می‌شود، از جمله اعمال جنسی بدون فروکردن، و زوج‌های دگرجنسگرا ممکن است از سکس دهانی یا مقعدی (یا هر دو) به عنوان وسیله ای برای جلوگیری از آبستن شدن استفاده کنند.
با این حال، بارداری هنوز می‌تواند با رابطه جنسی مقعدی یا سایر روش‌های آمیزش جنسی رخ دهد.
اگر آلت تناسلی مرد در نزدیکی واژن (مانند حین سکس لاپایی یا مالش دستگاه تناسلی زن) باشد و اسپرم آن در نزدیکی ورودی واژن قرار گیرد و در امتداد مایعات روان‌کننده واژن حرکت کند خطر حاملگی می‌تواند بدون وجود آلت تناسلی در نزدیکی واژن باشد زیرا اسپرم ممکن است توسط واژن در تماس با انگشتان یا سایر قسمت‌های بدن غیر دستگاه تناسلی که با مایع منی در تماس هستند به دهانهٔ واژن منتقل شود.
فلسفهٔ رابطه جنسی ایمن یا آسوده به کاهش آسیب مرتبط است،
و کاندوم به عنوان نوعی رابطه جنسی ایمن و پیشگیری از بارداری استفاده می‌شود. کاندوم برای پیشگیری از بیماری‌های آمیزشی (STI) به‌طور گسترده‌ای توصیه می‌شود. براساس گزارش‌های مؤسسه ملی سلامت (NIH) و سازمان جهانی بهداشت (WHO)، استفاده صحیح و مداوم از کاندوم لاتکس خطر انتقال ایدز (HIV) را تقریباً ۸۵–۹۹٪ نسبت به هنگامی که محافظتی وجود ندارد کاهش می‌دهد.
کاندوم به ندرت برای رابطه جنسی دهانی مورد استفاده قرار می‌گیرد و تحقیقات کمتری در مورد رفتارهای مربوط به استفاده از کاندوم در رابطه جنسی مقعد و دهان انجام می‌شود.
مؤثرترین راه برای جلوگیری از عفونت‌های آمیزشی، پرهیز جنسی، به خصوص نزدیکی واژینال، مقعد و دهان و دندان است.
تصمیمات و گزینه‌های مربوط به جلوگیری از آبستن شدن می‌تواند تحت تأثیر دلایل فرهنگی، مانند دین، نقش‌های جنسیتی یا فرهنگ عامه باشد.
در کشورهای غالباً کاتولیک ایرلند، ایتالیا و فیلیپین ،آگاهی از باروری fertility awareness
و روش ریتم تأکید می‌شود درحالی‌که عدم پذیرش آن با توجه به سایر روش‌های پیشگیری از بارداری بیان شده است.
در سراسر جهان، عقیم‌سازی روش رایج جلوگیری از آبستن شدن است، و استفاده از دستگاه داخل رحمی (IUD) رایج‌ترین و کارآمدترین روش پیشگیری از بارداری است.
پیشگیری از بارداری افزون بر این، یک وضعیت زندگی و مرگ در کشورهای در حال توسعه است، جایی که یکی از هر سه زن پیش از ۲۰ سالگی زایمان می‌کنند. با این حال، می‌توان از ۹۰٪ سقط‌های ناایمن unsafe abortions در این کشورها با استفاده از روش‌های کارساز پیشگیری از بارداری، جلوگیری کرد.
نظرسنجی ملی بهداشت و رفتارهای جنسی National Survey of Sexual Health and Behavior (NSSHB)
در سال ۲۰۱۰ نشان داد که یک مورد از هر ۴ مورد رابطه جنسی واژینال در آمریکا از کاندوم استفاده می‌شود (۱ از ۳ در بین مجردها)، که استفاده از کاندوم در بین سیاهپوستان و اسپانیایی آمریکایی‌ها نسبت به آمریکایی‌های سفیدپوست و سایر گروه‌های نژادی بیشتر است، و بزرگسالانی که از کاندوم برای سکس استفاده می‌کنند، به همان اندازه احتمالاً میزان جنسی را از نظر برانگیختگی، لذت و ارگاسم مثبت تا هنگام رابطه جنسی بدون استفاده از کاندوم ارزیابی می‌کنند.

### رایج‌ترین

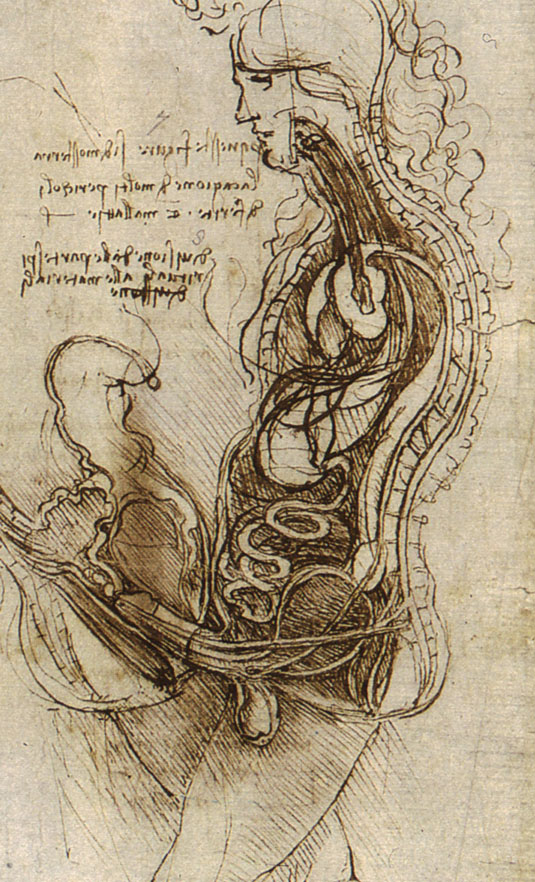
"سکس رایج مرد و زن "، بازگویی آنچه در بدن هنگام رابطه جنسی رخ می‌دهد، که توسط لئوناردو داوینچی در سال ۱۴۹۲ به تصویر کشیده شده است.

فروکردن کیر در واژن شایع‌ترین شکل آمیزش است. مطالعات نشان می‌دهد که بیشتر زوج‌های دگرجنسگرا تقریباً در هر رابطه جنسی آمیزش واژینال انجام می‌دهند. نظرسنجی ملی سلامت جنسی و رفتار (NSSHB) در سال ۲۰۱۰ گزارش داد که آمیزش واژینال همه‌گیرترین رفتار جنسی در بین مردان و زنان در همه سنین و قومیت‌ها است. کلینت ای بروژ و همکاران. اظهار داشت که «این رفتار اغلب مورد مطالعه قرار گرفته است و بیشتر مورد توجه برنامه‌های آموزش جنسی برای جوانان است». ویتن و همکاران گفت که «این رفتار جنسی است که به‌طور گسترده مورد تأیید و عملی در جامعه ما است.»
مرکز کنترل و پیشگیری بیماری (CDC) در رابطه جنسی از راه دهان یا مقعد، اظهار داشت در سال ۲۰۰۹، «مطالعات نشان می‌دهد که رابطه جنسی دهانی معمولاً توسط زوج‌های فعال جنسی زن و مرد و هم جنس در سنین مختلف، از جمله نوجوانان انجام می‌شود.»
رابطه جنسی دهانی به‌طور قابل توجهی بیشتر از آمیزش جنسی مقعدی است.
مطالعه NSSHB در سال ۲۰۱۰ نشان داد که مقاربت واژینال بیش از آمیزش جنسی مقعدی در بین مردان انجام می‌شود، اما ۱۳ تا ۱۵ درصد از مردان ۲۵ تا ۴۹ ساله مقاربت مقعدی را انجام می‌دهند. در بین مردان فرد پذیرنده مقاربت مقعدی خیلی کم بود به طوری که تقریباً ۷٪ از مردان ۱۴ تا ۹۴ ساله گفتند که مقاربت مقعدی دارند. گفته شده است که زنان در مقاربت با مقعد کمتر از مردان مشارکت می‌کنند، اما این عمل مرسوم نیست. تخمین زده می‌شود که ۱۰٪ تا ۱۴٪ از زنان ۱۸ تا ۳۹ ساله سکس مقعد را انجام می‌دهند و بیشتر زنان گفته‌اند که این کار را یک بار در ماه یا چند بار در سال انجام می‌دهند.

### سن اولین آمیزش جنسی
رایج شدن آمیزش جنسی به صورت دوره‌ای از لحاظ فرهنگی مقایسه شده است. در سال ۲۰۰۳، مایکل بوزون از مؤسسه فرانسوی Institut national d'études démographiques یک مطالعه اختلاف فرهنگی با عنوان «در چه سنی زنان و مردان نخستین آمیزیش جنسی خود را دارند؟» در گروه اول فرهنگهای معاصر که وی مورد مطالعه قرار داد، که شامل کشورهای جنوب صحرای آفریقا (شامل مالی، سنگال و اتیوپی) بود، داده‌ها نشان‌گر از آن است که در این جوامع مردان در سنین بالاتری نسبت به زنان نخستین بار رابطه جنسی را تجربه می‌کنند، اما بیشتر خارج از ازدواج است. این مطالعه شبه‌قاره هند را نیز در این گروه قرار داد، اگرچه داده‌ها فقط از نپال در دسترس بود.
در گروه دوم، داده‌ها نشان‌گر آن است که خانواده‌ها دختران را به تأخیر در ازدواج و از انجام فعالیت‌های جنسی قبل از آن زمان تشویق می‌کنند. با این حال، پسران تشویق می‌شوند قبل از ازدواج با زنان مسن تر یا روسپی‌ها، آن را تجربه کنند. در این جوامع مردان در سنین پایین‌تر از زنان نخستین بار رابطه جنسی را تجربه می‌کنند. این گروه شامل فرهنگ‌های لاتین است، هم از جنوب اروپا (پرتغال، یونان و رومانی یاد شده است) و هم از آمریکای لاتین (برزیل، شیلی و جمهوری دومینیکن). این مطالعه بسیاری از جوامع آسیایی را نیز در این گروه قرار داده است، اگرچه داده‌های برابرسنجی فقط از تایلند در دسترس بوده است.
در گروه سوم، سن زن و مرد در شروع رابطه جنسی نزدیک به یکدیگر بود. با این حال دو زیر گروه وجود داشت. در کشورهای غیر لاتین، کاتولیک‌ها (لهستان و لیتوانی ذکر شده‌اند)، سن شروع رابطه جنسی بیشتر بود، که نشان می‌دهد در این جوامع ازدواج و باکره بودن زن و مرد پیش از ازدواج به عنوان ارزش در جامعه شناخته می‌شود. همان الگوی ازدواج دیرهنگام و ارزشگذاری متقابل باکره بودن در سنگاپور و سریلانکا دیده شد. این مطالعه چین و ویتنام را نیز در این گروه قرار داده است، اگرچه داده‌ای از این دو کشور در دسترس نیست.
در کشورهای اروپای شمالی و شرقی، سن شروع رابطه جنسی کمتر بود، زنان و مردان قبل از تشکیل هرگونه پیوند در روابط جنسی شرکت داشتند. در این تحقیق، سوئیس، آلمان و جمهوری چک به عنوان اعضای این گروه معرفی شده‌اند.
در مورد داده‌های ایالات متحده، جدول‌بندی‌های مرکز ملی آمار بهداشت National Center for Health Statistics گزارش می‌دهد که سن اولین رابطه جنسی برای مردان و زنان در سال ۲۰۱۰ حدود ۱۷٫۱ سال بوده است.
CDC اظهار داشت که ۴۵٫۵ درصد دختران و ۴۵٫۷ درصد پسران تا ۱۹ سالگی در سال ۲۰۰۲ فعالیت جنسی داشته‌اند. در سال ۲۰۱۱، با گزارش تحقیقات خود از سال ۲۰۰۶ تا ۲۰۱۰، آنها اظهار داشتند که ۴۳٪ دختران و ۴۲٪ پسران نوجوان مجرد آمریکایی تجربه آمیزش جنسی داشته‌اند. CDC همچنین گزارش می‌دهد که دختران آمریکایی به احتمال زیاد پرده بکارت خود را با پسری که ۱ تا ۳ سال از آنها بزرگتر است، از دست می‌دهند. بین سالهای ۱۹۸۸ تا ۲۰۰۲، درصد افرادی که در ایالات متحده که در سنین ۱۵ تا ۱۹ سالگی رابطه جنسی داشتند، از بین ۶۰ تا ۴۶ درصد برای مردان هرگز ازدواج نکرده و از ۵۱ تا ۴۶ درصد برای زنان هرگز ازدواج نکرده است.

## اثرات سلامتی

### مزایا
سکس مزایایی برای بدن دارد. سکس موجب تقویت دستگاه ایمنی بدن به وسیلهٔ افزایش تولید پادتنها می‌گردد. همچنین آمیزش جنسی موجب کاهش خطر ابتلا به سرطان پروستات می‌گردد و فشار خون بالا را نیز کاهش می‌دهد. آمیزش جنسی موجب افزایش هورمون اکسی‌توسین (یا هورمون عشق) می‌شود که علاقه و اعتماد را زیاد می‌کند. تأثیر اکسی‌توسین بر زنان بسیار بیشتر از مردان است و این می‌تواند پاسخ دهندهٔ این مسئله باشد که چرا زنان دیدگاه عاشقانه تری نسبت به آمیزش جنسی دارند. یک مطالعهٔ طولانی بر ۳۵۰۰ عکس نشان داد که سکس منجر به این می‌شود که افراد به طرز چشمگیری جوان تر به نظر برسند.

### آسیب‌ها
عفونت‌های جنسی به وسیلهٔ باکتریها، ویروسها و انگلهایی به وجود می‌آیند که در رابطهٔ جنسی از فردی به فرد دیگر منتقل می‌شوند. البته برخی از آنان مانند ایدز و سیفلیس از راه‌های دیگری مانند انتقال از مادر به جنین، انتقال از طریق فراورده‌های خونی و سرسوزن نیز منتقل می‌گردند.

### سکس و افت عملکرد ورزشی
برخلاف تصور عموم، سکس به‌طور کلی آسیبی به فعالیت بدنی و ورزش نمی‌زند. تنها ممکن است تا مدتی بعد از سکس، به علت آرامش بعد از سکس، خوی جنگجویی و جدیت ورزشکار کمی کاهش یابد که این مسئله با ایجاد فاصله میان سکس و ورزش حل می‌شود.

## تأثیر اجتماعی

### بزرگسالان
مقاربت جنسی می‌تواند با هدف تولید مثل، برقراری ارتباط یا با قصد لذت انجام شود. این رابطه به‌طور غالبی در پیوند انسانی نقش مهمی ایفا می‌کند. در بسیاری از جوامع طبیعی است که زوجین در حین رابطه جنسی از برخی روش‌های کنترل بارداری استفاده کنند، لذت جنسی را با یکدیگر شریک شوند و پیوند عاطفی خود را از طریق فعالیت جنسی تقویت کنند، یا حتی اگر به‌صورت آگاهانه بارداری خودداری کنند اما بازهم به برقراری رابطه جنسی مبادرت ورزند.
در انسان و بونوبوها، تخمک گذاری ماده آشکارا نیست و زن و مرد به‌طور معمول از اینکه شریکشان بارور است یا خیر، آگاه نمی‌شوند. یکی از دلایل احتمالی این ویژگی بیولوژیکی متمایز ممکن است تشکیل پیوندهای عاطفی قوی بین شرکای جنسی باشد که برای تعاملات اجتماعی لازم هستند، در مورد انسانها، رابطه طولانی مدت جایگزین رابطه جنسی سریع با هدف تولید مثلِ صرف است.
نارضایتی جنسی که می‌تواند منجر به پرهیز از برقراری رابطه جنسی بین زوجین شود احتمال طلاق و انحلال رابطه به ویژه برای مردان را افزایش می‌دهد. با این حال، برخی تحقیقات نشان می‌دهد که نارضایتی عمومی از ازدواج در مردان تحت شرایطی رخ می‌دهد که همسرانشان با مردان دیگر لاس‌زنی داشته باشند، آنها را ببوسند (به شکلی شهوانی) یا از نظر احساسی یا جنسی با مرد دیگری درگیر شوند (خیانت). مطالعات دیگر گزارش می‌دهند که عدم برقراری رابطه جنسی بین زوجین به طرزی فزاینده منجر به طلاق نمی‌شود، اگرچه این امر معمولاً یکی از چندین عوامل طلاق است. براساس نظرسنجی ملی سلامت جنسی و رفتار جنسی در سال 2010 (NSSHB)، مردانی که اخیراً رابطه جنسی با یک شریک دائمی داشتند، برانگیختگی، لذت بیشتر، مشکلات کمتری در عملکرد نعوظ، ارگاسم و درد کمتری را در طول این روند، نسبت به مردانی که آخرین مقاربت جنسیشان خارج از هرنوع همباشی با شریک جنسیشان بوده، را گزارش کردند.
برای زنان، غالباً شکایاتی مبنی بر عدم خودانگیختگی جنسی در همسرشان وجود دارد. کاهش فعالیتهای جنسی در بین این زنان ممکن است نتیجه شکست آنها در نگه داشتن جذابیت بدنی ایده‌آلشان باشد یا اینکه به دلیل مشکلات جسمانی شرکای جنسیشان از برقراری رابطه جنسی با آنها پرهیز می‌کنند. برخی از خانم‌ها ابراز می‌کنند که رضایت بخش‌ترین تجربه‌های جنسی آنها مستلزم ارتباط شخصی با شریک جنسیشان است نه اینکه فقط ارگاسم باکیفیتی داشته داشته باشد. در صورتی که ستیزهای زناشویی زیاد باشد یا همدلی در ازدواج افت کند، در زنان احتمال بیشتری وجود دارد که همسرانشان را برای یک همخوابگی یک شبه طلاق دهند.
علاوه براین تحقیقات نشان می‌دهد که زوج‌هایی که درگیر هم‌باشی بدون ازدواج هستند و با یکدیگر رابطه جنسی دارند، بیش از زوجین درگیر ازدواج ممکن است درگیر مقاربت جنسی خارج از رابطه شوند.
این مسئله ممکن است به دلیل تأثیر ماه عسل (بابت جدید بودن تجربه برقراری رابطه جنسی با همسر) باشد، از آنجایی که مقاربت جنسی معمولاً کمتر از طول دوران ازدواج زوجین صورت می‌گیرد، دفعاتی که زوجین درگیر مقاربت یا دیگر فعالیت‌های جنسی هستند بین یک یا دوبار در هفته یا شش تا هفت مرتبه در ماه ممکن است متغیر باشد. همچنین سن نیز بر تعداد دفعات نزدیکی اثر می‌گذارد، فعالیت جنسی در افراد جوان بیشتر از افراد مسن است.

### نوجوانان
نوجوانان عموماً با اهدافی چون لذت یا با هدف برقراری ارتباط اقدام به مقاربت جنسی می‌کنند که این امر می‌تواند تأثیر مثبت یا نفی بر زندگی آنها بگذارد. به عنوان مثال، در حالی که ممکن است در بعضی از فرهنگها بارداری نوجوانان مورد استقبال قرار بگیرد اما به‌طور عمده این امر مذموم می‌باشد. تحقیقات حاکی از آن است که شروع زودرس بلوغ، کودکان و نوجوانان را تحت فشار قرار می‌دهد تا قبل از اینکه از نظر عاطفی یا شناختی آماده شوند، مجبور باشند مانند بزرگسالان رفتار کنند. برخی از مطالعات نتیجه‌گیری کردند که درگیر شدن در رابطه جنسی در نوجوانان، به ویژه دختران ممکن است منجر به افزایش سطح استرس و افسردگی آنها شود، همچنین دختران احتمالاً بیشتر در معرض خطرات روابط جنسی (مانند مقاربت جنسی بدون استفاده از کاندوم) قرار می‌گیرند. هرچند تحقیقات بیشتری در این زمینه‌ها مورد نیاز است. در برخی از کشورها، مانند آمریکا، برنامه‌های درسی آموزش مسائل جنسی وجود دارد و به نوجوانان تدریس می‌شود. این برنامه‌ها بحث‌برانگیز بوده و بر سر این که آیا اصلاً باید این مسائل به کودکان تدریس شود یا خیر یا اینکه مرجع آموزش این مسائل چه گروه‌هایی باید باشند اختلاف‌نگَرهایی وجود دارد.
برخی مطالعات از دهه ۱۹۷۰ تا ۱۹۹۰ بیانگر وجود ارتباطاتی بین عزت نفس و روابط جنسی در بین نوجوانان وجود دارد، در حالی که سایر مطالعات، از دهه ۱۹۸۰ و ۱۹۹۰، حاکی از این بودند که رابطه بین اعتماد به نفس و رابطه جنسی وجود ندارد یا اگر هست مقدارش چشمگیر نیست. در بین نوجوانان تا دهه ۱۹۹۰، شواهد بیشتری از احتمال دومی حمایت می‌کرد، و تحقیقات عموماً رابطه اندک یا معنادار بین عزت نفس و رابطه جنسی در بین نوجوانان را نشان نمی‌داد. لیزا آری، محقق، در این باره اظهار داشت: "این ایده که فعالیت جنسی زودرس و بارداری با عزت نفس پایین در ارتباط باشد، در نیمه دوم قرن بیستم، به ویژه در ایالات متحده رواج یافت" وی افزود: با این وجود، در یک بررسی سازمان‌یافته از رابطه بین عزت نفس و رفتارهای جنسی نوجوانان، نگرشها و هدف‌ها (که یافته‌های ۳۸ نشریه را مورد تجزیه و تحلیل قرار می‌داد) ۶۲٪ از یافته‌های رفتاری و ۷۲٪ از یافته‌های نگرشی هیچ ارتباط آماری معنا داری را نشان ندادند (گودسون و همکاران، ۲۰۰۶). " مطالعات انجام شده حاکی از آن است که پسران غیر باکره نسبت به پسران باکره عزت نفس بالاتری دارند و دخترانی که عزت نفس پایینی دارند و خودبینی شان سطح کمتری دارد بیشتر مستعد رفتارهای خطرساز مانند رابطه جنسی محافظت نشده یا ارتباط با چندین شریک جنسی هستند.
لین پیون، روان‌پزشک، درین باره اظهار داشته: "همه نوجوانان زندگی جنسی دارند، خواه از نظر جنسی با دیگران فعال باشند، خواه به تنهایی، خواه در شرایطی که به ظاهر فعالیتی ندارند ". همچنین داشتن نگاهی مثبت به فعالیت‌های جنسی جوانان می‌تواند اثر بهتری دربرداشته باشد، تا اینکه به‌طور صرف به آن به چشم یک میل و فعالیت خطرناک نگریست. این باعث می‌شود تا جوانان الگوهای سالم تری در مورد فعالیت‌های جنسی انتخاب کنند و مسیرهای بهتری را در این باره طی نمایند. محققان اظهار داشتند که روابط عاشقانه بلند مدت به نوجوانان این فرصت را می‌دهد که بعدتر مهارتهای لازم برای داشتن روابط با کیفیت بهتر را در زندگی به دست آورند. به‌طور کلی، روابط عاشقانه مثبت در بین نوجوانان می‌تواند منافع طولانی مدتی را در پی داشته باشد. روابط عاشقانه با کیفیت بالا با تعهد بالاتر در اوایل بزرگسالی همراه است، و ارتباط مستقیمی با تجربیات اجتماعی دارد.

## دیدگاه‌های اخلاقی، مذهبی و حقوقی

### کلیت

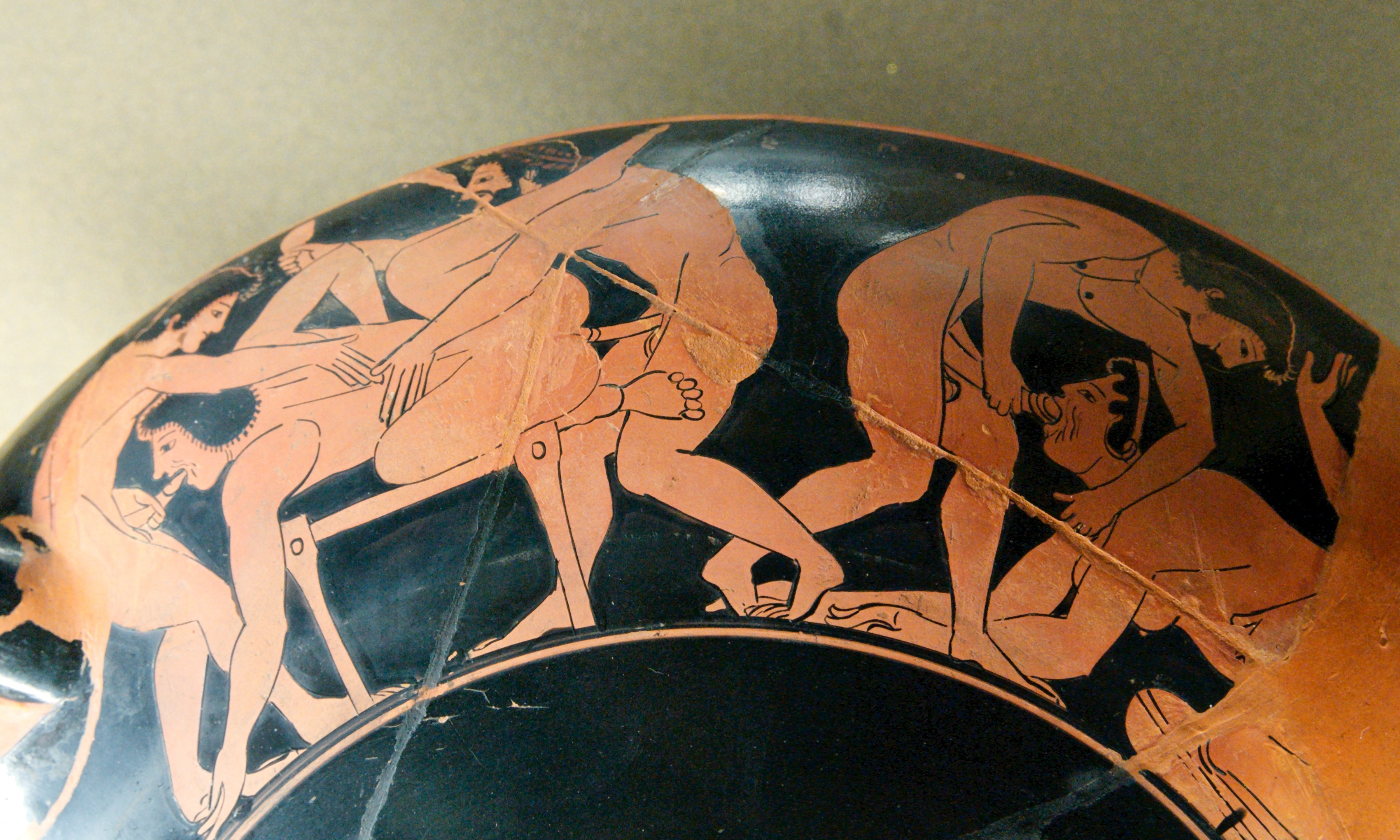
یک نقاشی شهوانی برروی سبوی دسته‌دار یونانی

در حالی که رابطه جنسی، شیوه طبیعی تولید مثل برای گونه‌های انسانیست، انسانها دستورالعمل‌های اخلاقی و قانونی پیچیده‌ای دارند که حد و حدود روابط جنسی را تنظیم و تعیین می‌کند، این دستورالعمل‌ها مطابق قوانین مذهبی و دولتی متفاوت است. همچنین برخی دولت‌ها و مذاهب دارای الگوهایی برای فعالیت‌های جنسی هستند که این قبیل فعالیت‌ها را به صورت «مناسب یا نامناسب» تقسیم‌بندی می‌کند. این الگوها شامل محدودیت‌هایی در مورد اعمال جنسی مجاز است. یک نمونه از رابطه جنسی که پیشتر در تاریخ ممنوع قلمداد می‌شده رابطه جنسی مقعدی‌است.

### تعرض‌های جنسی
مقاربت جنسی با شخصی برخلاف میل خود یا بدون رضایت او تجاوز محسوب می‌شود، اما ممکن است به آن حمله جنسی نیز گفته شود. در اکثر کشورها این عمل جرمی جدی تلقی می‌شود. بیش از ۹۰٪ قربانیان تجاوز جنسی زن هستند، ۹۹٪ از تجاوزگران مرد و فقط در حدود ۵٪ از تجاوزگران با قربانیان غریبه هستند.
اکثر کشورها دارای محدوده‌ای معین برای تعیین سن قانونی هستند که حداقل سن مجاز برای داشتن رابطه جنسی را مشخص می‌کند، این سن به‌طور معمول از ۱۶ تا ۱۸ سالگیست، اما بین ۱۲ تا ۲۰ سال نیز متغیر است. در برخی جوامع، سن رضایت طبق عرف یا سنت غیررسمی تعیین می‌شود. رابطه جنسی با شخص زیر سن قانونی، صرف نظر از مخالفت یا ابراز رضایت آنها، بسته به اختلاف سنین افراد درگیر، اغلب به عنوان تجاوز جنسی یا تجاوز قانونی قلمداد می‌شود. برخی از کشورها هرگونه رابطه جنسی با شخصی که از نظر روانی دارای عقب‌ماندگی یا مشکل هستند را فارغ از سنشان، به عنوان تجاوز جنسی برمی‌شمارند.

تجاوز جنسی، اثر ماکس اسلیوگت

رابرت فرانکوئور و همکاران، اظهار داشتند که «تا قبل از دهه ۱۹۷۰، تعرض جنسی اغلب فقط شامل مقاربت جنسی از طریق آلت تناسلی و واژن بود.» نویسندگان، پاملا جی کلبفلیش و مایکل جی کودی اظهار داشتند که این امر باعث شد که اگر "رابطه جنسی به معنای رابطه از طریق آلت تناسلی و واژن باشد، بنابراین تجاوز جنسی یعنی دخول آلت تناسلی به واژن بدون رضایت فرد و به صورت اجباری، و دیگر رفتارهای جنسی - مانند نوازش و لمس اعضای تناسلی فرد بدون رضایت او، رابطه جنسی دهانی به وسیله زور، اقدام به برقراری رابطه جنسی از طریق زور و رابطه جنسی اجباری با همجنس - تجاوز به حساب نمی‌آیند "؛ سپس آنها اظهار داشتند که " گرچه برخی از انواع دیگر تماس جنسی اجباری به لحاظ حقوقی در دسته لواط قرار دارند (مثلاً دخول مقعدی و تماس جنسی دهانی و تناسلی)، بسیاری از تماسهای جنسی که بدون اخذ رضایت صورت می‌گیرد دربرخی از ایالت‌ها به لحاظ قانونی تجاوز محسوب نمی‌شوند. کن پلمبر باور داشت که معنای قانونی" تجاوز جنسی در اکثر کشورها مقاربت جنسی غیرمجاز است و این بدان معنی است که آلت باید در مهبل دخول کند "و اینکه "سایر اشکال خشونت جنسی علیه زنان مانند رابطه جنسی دهانی یا مقعدی به واسطه زور، یا قرار دادن اشیاء دیگر در مهبل، جرمی سبکتر از تجاوز جنسی است".
با گذشت زمان، معنای تجاوز جنسی در برخی از نقاط جهان گسترش یافت و شامل بسیاری از انواع دست‌درازی‌های جنسی، از جمله مقاربت مقعدی، قضیب‌لیسی، فرج‌لیسیو دخول به دستگاه تناسلی یا رکتوم توسط یک شیء خارجی «حتی بیجان» را شامل شد. تا سال ۲۰۱۲، دفتر تحقیقات فدرال (FBI) تجاوز به عنوان جرم را صرفاً متوجه تجاوز از سوی مردان علیه زنان می‌دانست. در سال ۲۰۱۲، آنها تعریف تعرض جنسی را از "مقاربت جنسی با یک زن به زور و برخلاف میل او" به "تعرض، هر چقدر هم اندک، در مهبل یا مقعد با هر قسمت از بدن یا اشیاء، یا تعرض دهانی توسط یک عضو جنسی توسط فرد دیگر بدون رضایت قربانی" تغییر دادند. این تعریف جدید باعث تغییر قوانین کیفری فدرال یا ایالتی نمی‌شود و تأثیری در متهم نمودن یا تحت تعقیب قرار دادن فرد در سطح فدرال، ایالتی یا محلی ندارد، بلکه تضمین می‌کند که تجاوز به صورت دقیقتر در سراسر کشور تعریف خواهد شد. در بعضی از موارد دست‌درازی، الزامی وجود ندارد تا عمل به عنوان «تجاوز» دسته‌بندی شود.
در اکثر جوامع در سراسر جهان، مفهوم رابطه جنسی با محارم جرم شمرده می‌شود. جیمز راف، مدرس ارشد جرم‌شناسی در دانشگاه موناش، به آسیب‌های احتمالی مرتبط با رابطه جنسی درون خانوادگی، مانند فرزندان ناقص حاصل از این نوع رابطه پرداخت. با این حال، این قانون بیشتر به حمایت از حقوق افرادی که به‌طور بالقوه در معرض چنین سوءاستفاده‌هایی قرار دارند، توجه می‌کند. به همین دلیل است که روابط جنسی خانوادگی جرم شمرده می‌شود، حتی اگر همه طرفین رضایت داشته باشند. قوانینی وجود دارد که انواع مختلفی از فعالیتهای جنسی بین اقوام را ممنوع می‌کند و نه لزوماً دخول جنسی را. این قوانین شامل پدر/مادربزرگ‌ها، والدین، فرزندان، خواهر و برادر، خاله و عمو مربوط می‌شود. همچنین در شدت مجازات‌ها و تعریف نسبت افراد با هم تفاوت‌هایی وجود دارد. از جمله این تفاوت‌ها می‌توان به تفاوت دربرداشت نسبت به والدین بیولوژیکی یا خانواده ناتنی، فرزندخوانده‌ها و خواهران و برادران ناتنی اشاره کرد. در بین ایالات مختلف اختلاف نظرهایی راجع به این مسئله وجود دارد.
یکی دیگر از مسائل مورد بحث، حیوان خواهی است که یک انحراف جنسی تلقی می‌شود و گرایش‌ها و اعمال جنسی بین انسان و موجودات غیرانسانی را شامل می‌شود. رابطه جنسی انسان با موجودات غیرانسانی در برخی از حوزه‌های قضایی غیرقانونی نیست، اما در برخی نقاط طبق قوانین سوء استفاده از حیوانات یا قوانینی که با جرایم علیه طبیعت مرتبط است جرم تلقی می‌شود.

### دیدگاه ادیان

#### دیدگاه اسلام
هُنَّ لِبَاسٌ لَّکُمْ وَأَنتُمْ لِبَاسٌ لَّهُنَّ … بَاشِرُوهُنَّ وَابْتَغُواْ مَا کَتَبَ اللّهُ لَکُمْ 

 «ایشان پوشش شما و شما پوشش ایشان هستید… پس با ایشان درآمیزید و از خدا آنچه که برایتان مقدر کرده طلب کنید» (بقره ۱۸۷).
قرآن آمیزش جنسی با همسر را شیطانی یا لزوماً موجب دلبستگی به دنیا در نظر نمی‌گیرد.

در حالی که قرآن شهوت به زنان را به عنوان مثالی از شیفتگی به لذت‌های دنیا ذکر می‌کند (مثلاً آل‌عمران ۱۴)، آمیزش جنسی را شیطانی یا لزوماً موجب دلبستگی به دنیا در نظر نمی‌گیرد. قرآن آمیزش جنسی را ویژگی مهمی از دنیای طبیعی دانسته و در مورد آن قوانینی وضع می‌کند. قرآن به صورت خاص لذت جنسی را تأیید کرده و آمیزش را تنها و تنها وسیله‌ای برای تولید مثل در نظر نمی‌گیرد. قرآن آمیزش را به حوزه نهادهای ازدواجی و برده‌داری منحصر کرده، ازدواج با محارم، زنا، فاحشگی، و رابطه همجنسگرایی مرد را محکوم کرده و مقاربت‌های جنسی ای که در عربستان قبل از اسلام موجود بوده را از طرقی تغییر داده یا محدود کرده است.
از دیدگاه قرآن وجود جفت‌ها بخشی از نظم و ترتیب موجود در طبیعت است و شاهدی بر وجود خدا و یکتا بودن او می‌باشد («و از هر چیزی جفت خلق کردیم باشد شاید شما متذکر شوید»[ذاریات ۴۹]) و این اصلی است که انسان نیز مشمول آن است. قرآن می‌گوید: «و یکی از آیات او این است که برای شما از خود شما همسرانی خلق کرد تا به سوی آنان میل کنید و آرامش گیرید و بین شما مودت و رحمت قرار داد و در همین نشانه‌ها هست برای مردمی که تفکر می‌کنند.»[روم ۲۱] قرآن همچنین صحبت از آفرینش انسان از یک‌نفس واحد کرده: «اوست که شما را از یک تن آفرید و همسر او را از او آفرید تا بدو آرام گیرد» که به عقیده دوین استوارت (به انگلیسی: Devin J. Stewart) اشاره‌ای به این دیدگاه دارد که دلیل جاذبه بین زن و مرد این است که از یک‌نفس خلق شده‌اند، ایده‌ای که در آثار افلاطون و در متون یهودی دوران پس از تثبیت کتاب مقدس یافت می‌شود. البته قرآن از ذکر داستانی که در آن حوا از دنده آدم خلق می‌شود و سلسه مراتب مربوط، اجتناب کرده و حدیثی هم موجود است که زنان را شقائق (نیمه) مردان توصیف می‌کند. آیه ۱۸۷ سوره بقره می‌گوید: «ایشان پوشش شما و شما پوشش ایشان هستید… پس با ایشان درآمیزید و از خدا آنچه که برایتان مقدر کرده طلب کنید.»[بقره ۱۸۷] امتناع از آمیزش جنسی و تجرد در اسلام هیچ‌گونه ارزشی به حساب نمی‌آید. قرآن در نساء ۲۳ لیستی از آمیزش‌های جنسی غیر مشروع را ذکر کرده است. همچنین قرآن رسم قبل از پیدایش اسلام که به ارث بردن یا ازدواج با زنان پدر یک شخص بوده را ممنوع کرد.
به عقیده دوین استوارت اگر چه برخی از آیات قرآن صحبت از رابطه متقارن بین زن و مرد می‌کنند ولی آیات دیگری نشان می‌دهند که حقوق زن و مرد متفاوت می‌باشد. با استناد به اینکه خطاب قرآن در خیلی از آیات پیرامون آمیزش جنسی و ازدواج به مردان است، و به عنوان مثال به مردان چندهمسری را اجازه می‌دهد نتیجه می‌گیرد که هدف ازدواج ارضای نیازهای مردانه و ادامه نسل او از طریق مرد می‌باشد. البته دوین استوارت این را می‌افزاید که آیاتی نیز هستند که به زنان حقوق ازدواجی اعطا کرده و فرای مسئله تولید مثل، به نیاز آن‌ها به آمیزش جنسی و بهره بردن از معاشرت توجه می‌کند. زنان مسلمانی مانند اسما بارلاس تفاسیری غیر مردسالارانه از قرآن ارائه کرده‌اند.

## در حیوانات
در برخی حیوانات مانند گوسفند یا پرندگان، نزدیکی جنسی تنها به صورت فصلی انجام می‌پذیرد. در فصل جفت‌گیری، هورمون‌هایی در جنس مذکر و مؤنث تولید شده که دستگاه‌های تناسلی آن‌ها را برای آمیزش آماده می‌کند. در فصل‌های غیر باروری سطح هورمون‌ها آنقدر پایین می‌افتد که حیوانات قدرت بارور کردن را نداشته و میلی به انجام آمیزش جنسی نیز ندارند.